# Boetica River
Der Boetica River ist ein Fluss an der Ostküste von Dominica im Parish Saint Patrick.

## Geographie
Der Boetica River entspringt in den Osthängen der Grande Soufrière Hills im Nationalpark mit mehreren Quellbächen (⊙, 500 m) und fließt nach Osten durch La Fanchette Fond Calabasse und mündet nördlich der Siedlung Boetica in den Atlantik.
Benachbarte Flüsse sind La Rounde River im Norden und Boetica Ravine im Süden.